# Ygrande
Ygrande is een Frans dorp in het arrondissement Moulins (departement Allier). Ygrande telt ongeveer 700 inwoners. Het is gelegen tussen Cérilly en Bourbon-l'Archambault. Bekend in Ygrande is het restaurant Le Solognot.

## Demografie
Onderstaande figuur toont het verloop van het inwoneraantal van Ygrande vanaf 1962.

Vanwege een beveiligingsprobleem met de MediaWiki Graph-software is het momenteel niet mogelijk deze grafiek weer te geven. Zodra de software is bijgewerkt zal de grafiek vanzelf weer zichtbaar worden.